# Malý Lipník
Malý Lipník (Hongaars: Kishárs) is een Slowaakse gemeente in de regio Prešov, en maakt deel uit van het district Stará Ľubovňa.
Malý Lipník telt 461 inwoners.